# Medome schawalleri
Medome schawalleri – gatunek chrząszcza z rodziny kusakowatych i podrodziny żarlinków (Paederinae).
Gatunek ten opisany został w 2015 roku przez Guillaume’a de Rougemonta. Epitet gatunkowy nadano na cześć Wolfganga Schawallera, który odłowił holotyp.
Chrząszcz o ciele długości około 3,8 mm, ubarwionym czarno z cegalstymi odnóżami i głaszczkami, rudoceglastymi czułkami oraz lekko zarudzonymi przednimi i tylnymi krawędziami pokryw. Powierzchnia pokryw jest matowa, prawie pomarszczona, grubo i gęsto punktowana. Odwłok ma ciemno owłosione tergity. Wycięcie na siódmym sternicie samca jest małe i zaokrąglone, na ósmym małe i prawie trójkątne, a na dziewiątym duże i prawie trójkątne. Duży edeagus wyposażony jest w klinowaty wyrostek wierzchołkowy. 
Owad endemiczny dla Nepalu, znany wyłącznie z dystryktu Dailekh, z wysokości 1600 m n.p.m..